# 氯化锕
氯化锕是一种无机化合物，化学式为AcCl3，有强放射性。

## 结构
氯化锕有三氯化铀（UCl3）的结构，空间群P 63/m，晶胞参数a =7.63 Å，c = 4.56 Å。锕的Wyckoff位置为2c，氯为6h (avec y ~ 0.29)。

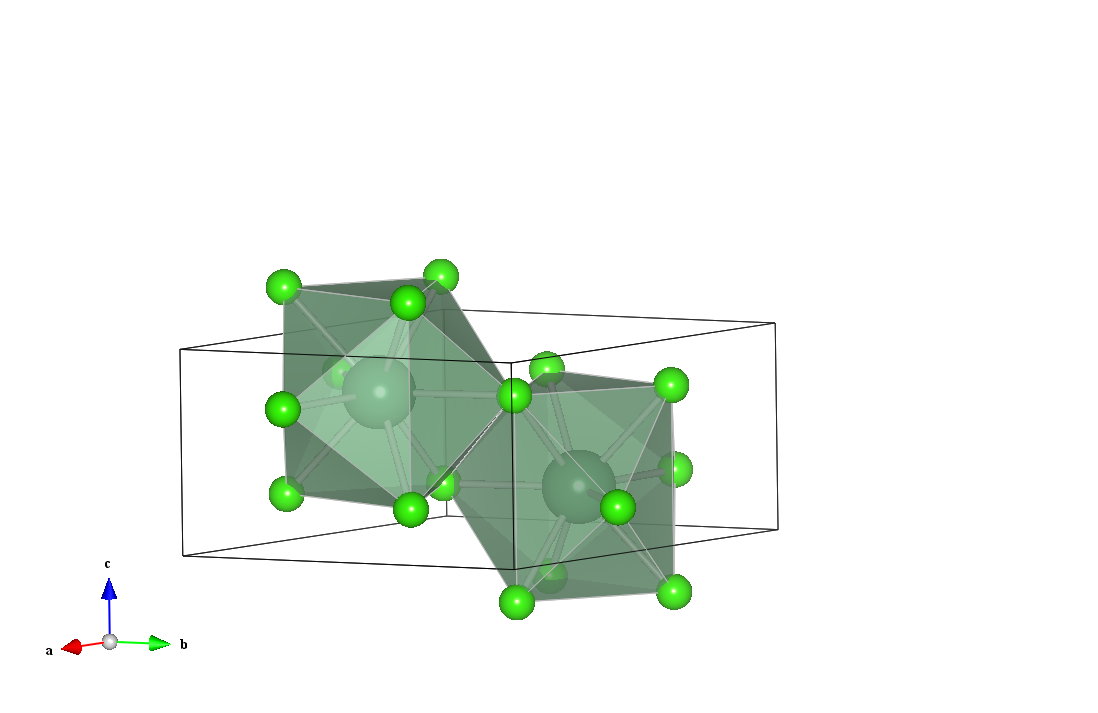
structure cristalline du chlorure d'actinium. L'actinium est situé ici au centre du polyèdre de coordination formé par les ions chlorures

## 制备
氯化锕可由氢氧化锕和四氯化碳反应得到：
4Ac(OH)3 + 3CCl4 → 4AcCl3 + 3CO2 + 6H2O

## 化学性质
氯化锕在碱的作用下产生白色凝胶沉淀：
AcCl3 + 3 NaOH → Ac(OH)3↓ + 3 NaCl